# Peter Prevc
Peter Prevc (Kranj, 1992. szeptember 20. –) szlovén olimpiai bajnok síugró. A 2015-16-os szezonban a síugró világkupa győztese. A 2014-es téli olimpiai játékokon  normálsáncon ezüstérmet, nagysáncon bronzérmet szerzett. Jelenleg a szlovén SK Triglav Kranj versenyzője.

## Pályafutása
Prevc 2006-ban mindössze 13 évesen a FIS-Cup keretein belül vett részt először nemzetközi versenyeken síugróként. A 2008-09-es szezontól már a Continental-Cup versenyein indult, melynek a szlovéniai Kranj-ban megrendezett állomásán, majd Pragelatóban is dobogón sikerült végeznie. A 2009-es junior vb-n az első ugrás után a hatodik helyen álltak, majd a második ugrásával egy helyet előrelépve az ötödik helyen végzett csapatával. 
2009 decemberében megejtette első világkupa szereplését, ahol a szlovén csapatban Jernej Damjant kellett helyettesítenie. Lillehammerben egy 22. helyezéssel még ebben az évben megszerezte első pontjait a világkupában.
Prevc 2010-ben 17 évesen részt vehetett első olimpiáján, ahol normálsáncon a hetedik, nagysáncon 16., csapatával pedig a nyolcadik helyen végzett. A 2011-es északisí-világbajnokságon Oslóban indult először világbajnokságon, melynek a csapatversenyén a harmadik helyen végzett csapattársaival. Egyéniben normálsáncon a 17. helyen, nagysáncon a 25. helyen lett. 2012 február 12-én a szlovén csapattal megszerezte első világkupa győzelmét az oberstdorfi sáncon, ahol egy 225,5 méteres ugrást is bemutatott, de végül a leérkezéskor elesett.
A 2013-as északisí-világbajnokságon Val di Fiemmében bronzérmes lett a normálsánc versenyen, így egyéniben is megszerezte első világbajnoki érmét. A nagysánc versenyen újabb érmet sikerült szereznie, ahol a lengyel Kamil Stoch mögött ezüstérmes helyen végzett. Szlovéniával a csapatversenyen a nyolcadik, a vegyes csapat versenyen a hatodik helyet sikerült megszereznie.
Prevc első világkupa sikerét egyéniben 2014. január 12-én Tauplitz-ban szerezte, majd két héttel később a Szapporóban megrendezett versenyen is győznie sikerült. A Szocsiban megrendezésre kerülő téli olimpián második helyen sikerült végeznie Stoch mögött a normálsánc versenyen, valamint nagysáncon bronzérmes lett. Az ebben az évben megrendezésre kerülő sírepülő világbajnokságon is sikerült megszereznie első világbajnoki érmét (bronzérmes lett Severin Freund és Anders Bardal mögött). A szezon végén még egy további sírepülő világkupa győzelem összejött számára (Planicán), melynek következtében a világkupa összetettjének második helyén végzett (a sírepülő versenyek összetettjében pedig első lett). A nyári Grand Prix-n júliusban Lengyelországban először sikerült versenyt nyernie a sorozatban.
Prevc 2015. február 14-én a vikersundi világkupa állomáson 250 méteres ugrást mutatott be, mellyel sikerült megdöntenie az akkori világrekordot. Új rekordja viszont csak 1 napig tartott, mivel a következő nap a norvég Anders Fannemel új világcsúcsot állított fel (251,5 m). Márciusban Planicán 248,5 méteres ugrásával sáncrekordot ugrott, mellyel Michael Hayböck aznapi rekordját döntötte meg hét méterrel. Második ugrásával 233 méterre sikerült repülnie, így az első helyen végzett végül annak is köszönhetően, hogy a második ugrására mind az öt pontozó a maximális 20 pontot adta (így ő lett az hatodik ember a világon akinek ez összejött). A 2014-15-ös szezon végén a világkupa összetettben ismét a második helyen végzett, valamint a sírepülő vk versenyek összetettjében ismét ő szerezte a legtöbb pontot. 
A 2015-16-os szezon decemberi állomásain három világkupa győzelmet szerzett, valamint a négysáncversenyen is diadalmaskodni tudott, így ő lett a világkupa első számú esélyese. A 2016-os Bad Mitterndorfban megrendezett sírepülő vb-n megszerezte első világbajnoki címét, ahol kétszer is sáncrekordot ugrott (másodikra 244 métereset). 2016. február 28-án végül behozhatatlan előnyre tett szert a világkupában, így két összetettbeli második hely után végre sikerült megnyernie a sorozatot. A szezon 29 versenyén 22-szer végzett dobogós helyen (ezek között 15-ször nyerte meg a versenyt), valamint 2303 pontot szerzett, amellyel új rekordokat állított fel a világkupában. A második helyezett Severin Freund előtt is 813 pontos előnnyel végzett, ami szintén rekordnak számított.
Prevc a 2016-17-es szezonban már nem tudta az előző években mutatott jó formáját hozni, és csak egy versenyt sikerült megnyernie 2017 februárjában, mely a 22. világkupa győzelme volt (máig ez az utolsó sikere a világkupában). A szezon során a győzelmén kívül csak egyszer sikerült dobogós helyen végeznie, így végül csak a kilencedik lett a vk összetettjében. A 2017-18-as szezonban már csak egyszer lett dobogós (Zakopanéban), és a szezon végén a 15. helyen végzett az összetettben. A 2018-as téli olimpián normálsáncon 12., nagysáncon 10., a csapatversenyben pedig az ötödik helyet szerzett a szlovén csapattal. Az ebben az évben megrendezésre kerülő sírepülő világbajnokságon Oberstdorfban egy ezüstérmet sikerült nyernie a szlovén csapattal a csapatversenyen.

## Világkupa

### Győzelmek
| Dátum              | Helyszín                 | Sánc |
| ------------------ | ------------------------ | ---- |
| 2014. január 12.   | Tauplitz/Bad Mitterndorf | SF   |
| 2014. január 25.   | Szapporo                 |      |
| 2014. március 23.  | Planica                  |      |
| 2015. január 24.   | Szapporo                 |      |
| 2015. február 14.  | Vikersund                | SF   |
| 2015. március 20.  | Planica                  | SF   |
| 2015. december 13. | Nyizsnyij Tagil          |      |
| 2015. december 19. | Engelberg                |      |
| 2015. december 20. | Engelberg                |      |
| 2016. január 1.    | Garmisch-Partenkirchen   |      |
| 2016. január 3.    | Innsbruck                |      |
| 2016. január 6.    | Bischofshofen            |      |
| 2016. január 10.   | Willingen                |      |
| 2016. január 20.   | Szapporo                 |      |
| 2016. február 10.  | Trondheim                |      |
| 2016. február 13.  | Vikersund                | SF   |
| 2016. február 14.  | Vikersund                | SF   |
| 2016. február 27.  | Almati                   |      |
| 2016. február 28.  | Almati                   |      |
| 2016. március 17.  | Planica                  | SF   |
| 2016. március 20.  | Planica                  | SF   |
| 2017. február 11.  | Szapporo                 |      |
| 2020. március 9.   | Lillehammer              |      |

SF(Ski Flying)= Sírepülés